# Dany Cushmaro
 (novembre 2023).
La mise en forme du texte ne suit pas les recommandations de Wikipédia : il faut le « wikifier ».
Les points d'amélioration suivants sont les cas les plus fréquents. Le détail des points à revoir est peut-être précisé sur la page de discussion.
- Les titres sont pré-formatés par le logiciel. Ils ne sont ni en capitales, ni en gras.
- Le texte ne doit pas être écrit en capitales (les noms de famille non plus), ni en gras, ni en italique, ni en « petit »…
- Le gras n'est utilisé que pour surligner le titre de l'article dans l'introduction, une seule fois.
- L'italique est rarement utilisé : mots en langue étrangère, titres d'œuvres, noms de bateaux, etc.
- Les citations ne sont pas en italique mais en corps de texte normal. Elles sont entourées par des guillemets français : « et ».
- Les listes à puces sont à éviter, des paragraphes rédigés étant largement préférés. Les tableaux sont à réserver à la présentation de données structurées (résultats, etc.).
- Les appels de note de bas de page (petits chiffres en exposant, introduits par l'outil «  Source ») sont à placer entre la fin de phrase et le point final[comme ça].
- Les liens internes (vers d'autres articles de Wikipédia) sont à choisir avec parcimonie. Créez des liens vers des articles approfondissant le sujet. Les termes génériques sans rapport avec le sujet sont à éviter, ainsi que les répétitions de liens vers un même terme.
- Les liens externes sont à placer uniquement dans une section « Liens externes », à la fin de l'article. Ces liens sont à choisir avec parcimonie suivant les règles définies. Si un lien sert de source à l'article, son insertion dans le texte est à faire par les notes de bas de page.
- La présentation des références doit suivre les conventions bibliographiques. Il est recommandé d'utiliser les modèles {{Ouvrage}}, {{Chapitre}}, {{Article}}, {{Lien web}} et/ou {{Bibliographie}}. Le mode d'édition visuel peut mettre en forme automatiquement les références.
- Insérer une infobox (cadre d'informations à droite) n'est pas obligatoire pour parachever la mise en page.

Pour une aide détaillée, merci de consulter Aide:Wikification.
Si vous pensez que ces points ont été résolus, vous pouvez retirer ce bandeau et améliorer la mise en forme d'un autre article.
 (novembre 2023).
Danny Kushmaro ( hébreu : דני קושמרו) ; né le 10 mai 1968) est un journaliste et présentateur télévisé israélien. Très populaire, Haaretz l'a surnommé le journaliste de télévision le plus reconnaissable en Israël. À partir de 2023, sa proximité affichée avec Tsahal et son traitement des guerres dans la bande de Gaza et au Liban lui ont valu des critiques vives sur son éthique professionnelle.

## Biographie
Danny Kushmaro est né à Beer Sheva et a grandi dans la région sud d'Israël. Ses parents ont immigré de Roumanie en Israël dans les années 1960.
Il a servi dans la marine israélienne et était major dans la réserve. Il a ensuite étudié l'ingénierie et l'administration des affaires à l'Université Ben Gourion du Néguev. Durant cette période, il écrit pour le journal Hadashot.
Kushmaro est marié et a deux fils. C'est un motocycliste passionné. En juin 2018, il a eu un grave accident de moto à Modène, en Italie,.

## Carrière dans les médias et le journalisme
Il a commencé sa carrière comme présentateur dans une station de radio locale en 1996. En 2001, il rejoint la chaîne de télé Canal 12. De 2003 à 2013, il a présenté le magazine d'information du samedi de Channel 2.
Le 1er février 2003, il couvre le retour de la navette spatiale Columbia, censée ramener sur Terre le premier astronaute israélien, Ilan Ramon, après une longue mission. Le père de Ramon, Eliezer Wolferman, était présent dans le studio. Lors de la diffusion initialement festive, la NASA a perdu le contact avec l'équipage de la navette. Une fois que cela fut clair, Wolferman est expulsé du studio, loin de la caméra. Kushmaro annonce que la navette s'était désintégrée au-dessus du Texas, entraînant la mort de Ramon et ses six collègues.
En 2008, il est devenu présentateur du soir après le départ de Gadi Sukenik. Lui et Yonit Levi animent alternativement les principales émissions d'information en semaine. En 2012, il a remplacé Yair Lapid en tant que présentateur permanent de Studio Friday אולפן שישי (oulpan chichi) après l'entrée de Lapid en politique. Il a également animé des émissions télévisées matinales et réalisé plusieurs documentaires.
Il est dit passionné d'adrénaline et s'est mis en scène, dans des émissions diffusées le vendredi soir et fortement suivies, conduisant des voitures de course ou des motos en Israël et en Europe.
En 2014, il fait une apparition dans le film américain Edge of Tomorrow, avec son collègue le journaliste Nir Dvori.
En 2017, il interviewe le suprémaciste blanc Richard Spencer. Par la suite, un téléspectateur publie le numéro de téléphone de la société de presse israélienne, afin que d'autres puissent critiquer la chaîne pour avoir interviewé un néo-nazi.
En 2018, il couvre la cérémonie d'allumage de la torche sur le Mont Herzl, la Grande Marche du Retour et l'inauguration de l'ambassade américaine à Jérusalem.

### Guerre à Gaza depuis 2023
Cushmaro couvre les attaques du 7 octobre 2023 dès leur début et devient un symbole culturel, avec de nombreux objets à son effigie et une chanson en son nom devient populaire sur les réseaux sociaux,. 
Il est décrit comme un « élément utile de la machine de propagande » de l'armée israélienne par Haaretz, qui relève sa « fascination», voire son « idolâtrie », pour Tsahal. Les habitants de Gaza ou du Liban, auxquels il ne donne presque jamais la parole, sont régulièrement décrits comme des fanatiques sanguinaires dans ses reportages,. 
En octobre 2024, alors qu’Israël a envahi le Liban-Sud, il se fait filmer détonant avec fierté des explosifs installés par l'armée israélienne afin de détruire une maison où des armes sont prétendument entreposées. La mise en scène lui vaut des critiques vives sur son professionnalisme par des confrères israéliens et étrangers.